# Sonate pour violon d'Elgar
Pour les articles homonymes, voir Sonate pour violon et piano.

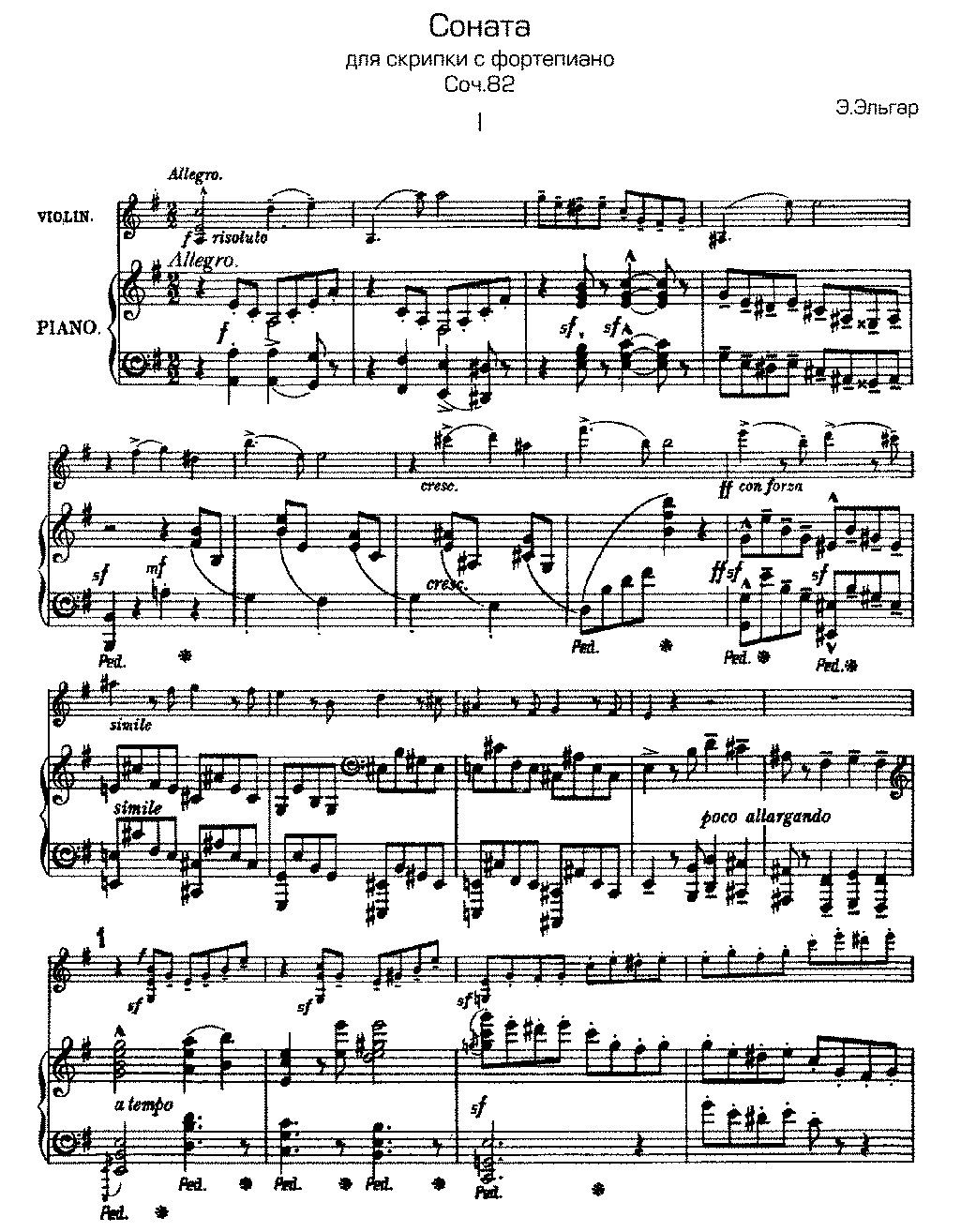
Sonate pour violon d'Elgar.

La sonate pour violon en mi mineur, op. 82, est une sonate pour violon composée par Edward Elgar en 1918, la même année que le quatuor à cordes en mi mineur et le quintette pour piano en la mineur. Ces trois œuvres de musique de chambre sont composées à Brinkwells, la maison de campagne près de Fittleworth dans le West Sussex que Lady Elgar a achetée à son mari pour qu'il récupère et qu'il puisse composer. Le concerto pour violoncelle en mi mineur de 1919 complète ce jeu de quatre pièces mélancoliques et d’introspection qui sont le dernier sursaut de composition d'Elgar avant sa mort en 1934.
La sonate pour violon est écrite pour violon et piano et est en trois mouvements :
1. Allegro: Risoluto
2. Romance: Andante
3. Allegro non troppo

La femme d'Elgar note que le mouvement lent semble être influencé par le bois magique ou les genii loci des bois de Fittleworth.
Lorsqu'il termine la composition de la sonate, Elgar offre de la dédicacer à une amie de la famille, Marie Joshua, et lui écrit : « je crains que ça ne nous mène pas plus loin mais c'est plein de sons dorés et j'aime ça, cependant tu ne dois pas t'attendre à quoique chose de violemment chromatique ou cubiste. » Marie Joshua meurt quatre jours après avoir reçu cette lettre et de ce fait n'a pas l'opportunité d'y répondre. En sa mémoire, Elgar réutilise la mélodie dolcissimo du mouvement lent juste avant la coda du mouvement final,.
La sonate pour violon en mi mineur est terminée le 15 septembre 1918, et est créée le 21 mars 1919 lors d'une réunion de la British Music Society par le grand ami d'Elgar W. H. Reed avec Landon Ronald au piano. La première représentation publique a lieu en juin 1919. Albert Sammons et William Murdoch (en) sont les interprètes les plus fameux de la sonate les premières années et ils en font le premier enregistrement le 2 février 1935 (C'est également Sammons qui fait le premier enregistrement du concerto pour violon en si mineur).
La sonate pour violon n'a jamais été considérée comme une des grandes œuvres d'Elgar et elle est jouée irrégulièrement. Cependant ces dernières années elle a été enregistrée régulièrement et plus de vingt enregistrements sont disponibles, avec comme interprètes par exemple Hugh Bean (en), Yehudi Menuhin, Lydia Mordkovitch, Nigel Kennedy, Midori, Maxim Vengerov, Tasmin Little (en), James Ehnes, Renaud Capuçon ou Daniel Hope.